# Hallerhof

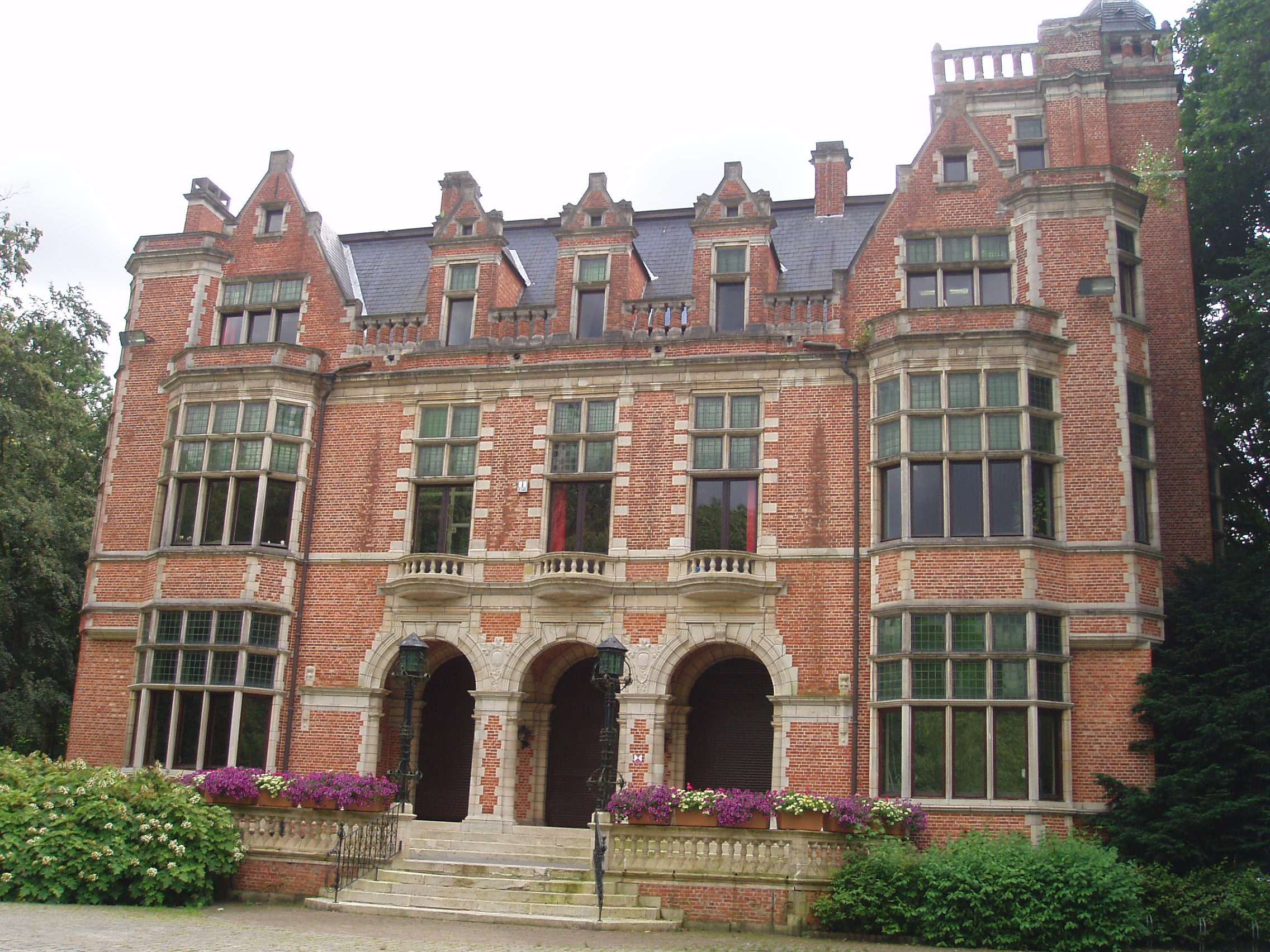
Hallerhof

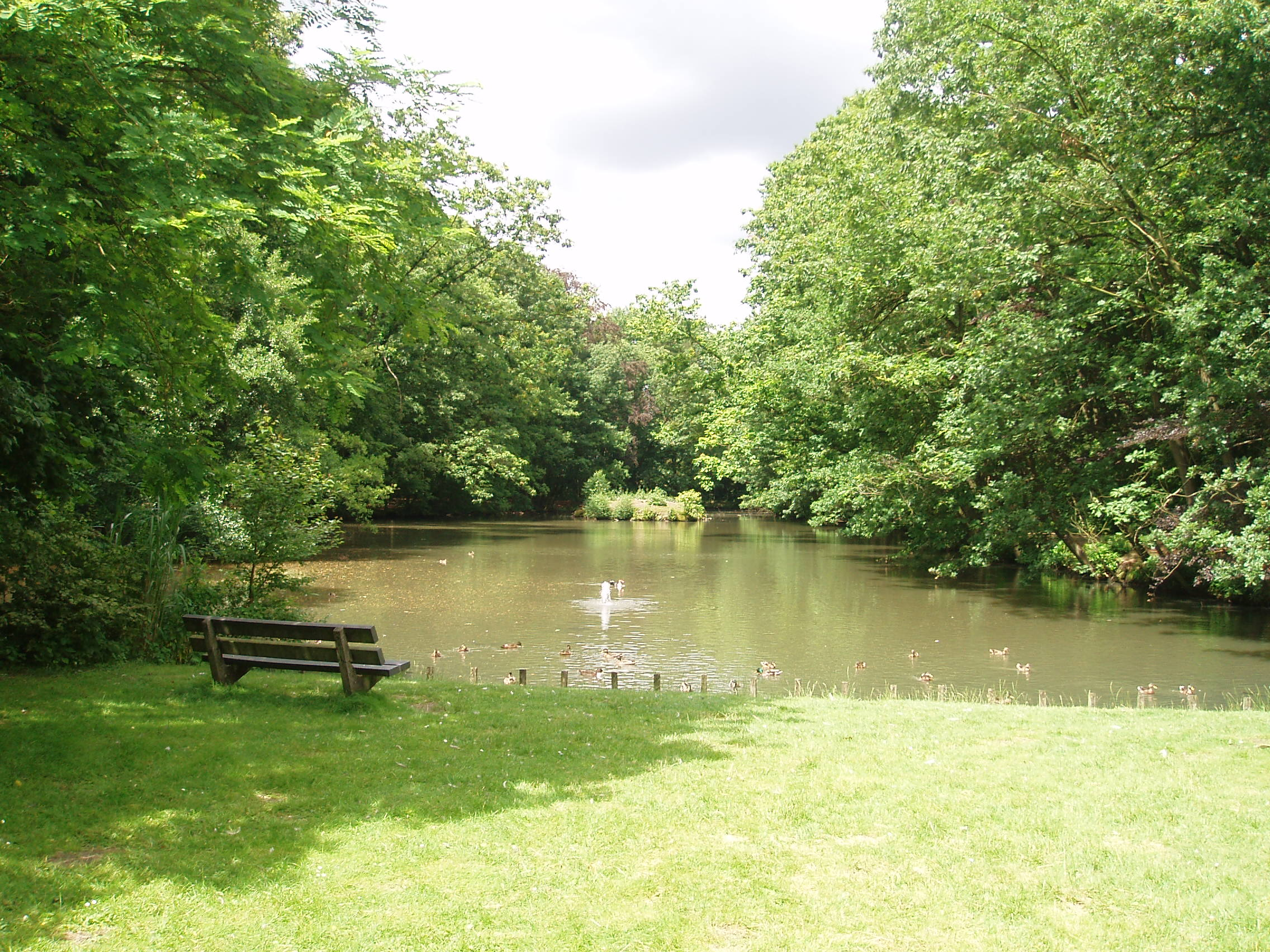
Kasteelpark

Het Hallerhof is een kasteel in de tot de Antwerpse gemeente Zoersel behorende plaats Halle, gelegen aan de Kasteeldreef 52.

## Geschiedenis
Hier lag de cijnshoeve Hof ter Dilft, een omgrachte hoeve en zetel van de heerlijkheid tot eind 18e eeuw toen het ancien régime werd afgeschaft. Vervolgens kwam het in bezit van diverse particulieren en adellijke personen. Uiteindelijk kwam het aan Victor de Borrekens en deze liet in 1902-1903 het huidige kasteel bouwen. Na zijn overlijden werd het domein verkaveld. In 1978 werd het kasteel aangekocht door de gemeente. Deze liet het herstellen en gebruikte het van 1982-2008 als gemeentehuis.

## Gebouw
Het betreft een rechthoekig kasteel in de stijl van de Engelse neogotiek met sterke horizontale en verticale accentueringen. Daarnaast zijn er enkele nevengebouwtjes zoals een oranjerie, een prieel en een boswachtershuisje.
Het geheel ligt in een kasteelpark van 25 ha dat als gemeentelijk park wordt benut.